# Isola Simeulue
L'isola Simeulue (in indonesiano Palau Simeulue) chiamata anche "Simulue" o "Simeuloeë" è un'isola indonesiana.

## Geografia
Simeulue si trova nel distretto di Aceh nell'arcipelago Mentawai a nord-ovest della grande Sumatra e circa a 274 km a sud-est della città di Medan. L'isola, lunga circa 100 km e larga 30 ha una superficie di 1.754 km² il che la pone al 223º posto tra le isole più grandi del mondo. Lo sviluppo costiero è di 382 km e il punto più alto dell'isola si trova a 480 metri s.l.m..
Secondo il censimento del 2003 l'isola di Simeulue aveva una popolazione di 70.746 abitanti.
Il 20 febbraio 2008 alle 15:08 (ora locale) l'isola fu investita da un potente terremoto di magnitudo 7,5.

## Fonti
- wolframalpha.com,  https://www.wolframalpha.com/input/?i=Simeulue+island.
- Simeulue nel sito dell'UNEP
- Info sull'Isola,pag.11 per la popolazione (PDF), su jtic.org.
- Terremoto del 2008, su earthquake.usgs.gov.